# Cathédrale Saint-Jean-l'Évangéliste de Hong Kong
Cette  cathédrale n’est pas la seule cathédrale Saint-Jean-l'Évangéliste.
La cathédrale Saint-Jean-l'Évangéliste (chinois simplifié : 圣约翰座堂 ; chinois traditionnel : 聖約翰座堂 ; pinyin : Shèng yuēhàn zuòtáng) est le siège officiel de l'archevêque anglican de Hong Kong. Avec la cathédrale catholique de l'Immaculée-Conception, c'est l'une des deux cathédrales de la cité.

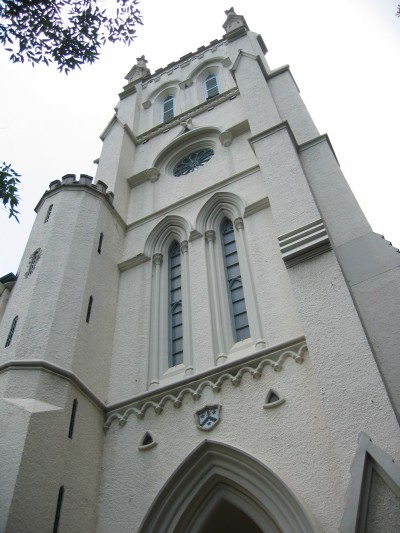
Couleur de l’édifice avant la rénovation des années 2010.